# Eerste klasse 1997-98 (voetbal België)
Het seizoen 1997/98 van de Belgische Eerste Klasse ging van start op 8 augustus 1997 en eindigde op 10 mei 1998. Club Brugge werd landskampioen.

## Gepromoveerde teams
Deze teams waren gepromoveerd uit de Tweede Klasse voor de start van het seizoen:
- KSK Beveren (kampioen in Tweede)
- KVC Westerlo (eindrondewinnaar)

## Degraderende teams
Deze teams degradeerden naar Tweede Klasse op het eind van het seizoen:
- RWDM
- Antwerp FC

## Titelstrijd
Club Brugge behaalde de landstitel met een ruime voorsprong van 18 punten op de tweede in de eindstand, KRC Genk. De derde, Germinal Ekeren, eindigde nog eens 8 punten daarna.

## Europese strijd
Club Brugge was als landskampioen geplaatst voor de Champions League voorrondes van het volgend seizoen. Ook de tweede en derde plaats van respectievelijk Genk en Germinal Ekeren gaven recht op een Europees ticket. Het laatste Europees ticket was normaal gezien voor de bekerwinnaar of de verliezend finalist indien de winnaar reeds een Europees ticket had veroverd in de competitie. Doordat de finale tussen Club Brugge en Racing Genk gespeeld werd, kreeg Anderlecht als vierde van de competitie recht op deelname aan de UEFA Cup.

## Degradatiestrijd
Antwerp eindigde onderaan, en was reeds enkele speeldagen voor het einde zeker van een degradatie. Het lot voor RWDM werd op de 33ste speeldag beslecht, toen de club met 1-1 ging gelijkspelen in Charleroi, terwijl nieuwkomer Beveren op de 16de plaats erin slaagde hetzelfde resultaat te halen in Ekeren. De kloof tussen beide teams was nu 4 punten en niet meer overbrugbaar voor RWDM, ondanks een sterke 5-1-overwinning tegen Lokeren op de laatste speeldaag, terwijl Beveren thuis 0-1 verloor van Anderlecht.

## Eindstand
|         |    |                     | P  | W  | G  | V  | +  | -  | DS  | Ptn |
| ------- | -- | ------------------- | -- | -- | -- | -- | -- | -- | --- | --- |
| K (CL)  | 1  | Club Brugge         | 34 | 26 | 6  | 2  | 78 | 29 | 49  | 84  |
| (beker) | 2  | KRC Genk            | 34 | 20 | 6  | 8  | 65 | 40 | 25  | 66  |
| (UEFA)  | 3  | Germinal Ekeren     | 34 | 17 | 7  | 10 | 60 | 48 | 12  | 58  |
| (UEFA)  | 4  | Anderlecht          | 34 | 16 | 9  | 9  | 53 | 37 | 16  | 57  |
|         | 5  | KRC Harelbeke       | 34 | 15 | 10 | 9  | 50 | 31 | 19  | 55  |
|         | 6  | KSC Lokeren         | 34 | 16 | 4  | 14 | 68 | 68 | 0   | 52  |
|         | 7  | Lierse SK           | 34 | 14 | 8  | 12 | 54 | 45 | 9   | 50  |
|         | 8  | KAA Gent            | 34 | 11 | 14 | 9  | 50 | 44 | 6   | 47  |
|         | 9  | Standard            | 34 | 11 | 10 | 13 | 53 | 50 | 3   | 43  |
|         | 10 | Excelsior Moeskroen | 34 | 11 | 8  | 15 | 39 | 45 | −6  | 41  |
|         | 11 | Lommel SK           | 34 | 10 | 11 | 13 | 46 | 50 | −4  | 41  |
|         | 12 | Westerlo            | 34 | 9  | 14 | 11 | 52 | 56 | −4  | 41  |
|         | 13 | Charleroi           | 34 | 9  | 12 | 13 | 46 | 57 | −11 | 39  |
|         | 14 | STVV                | 34 | 8  | 13 | 13 | 32 | 45 | −13 | 37  |
|         | 15 | Eendracht Aalst     | 34 | 9  | 9  | 16 | 51 | 66 | −15 | 36  |
|         | 16 | Beveren             | 34 | 7  | 11 | 16 | 30 | 48 | −18 | 32  |
| D       | 17 | RWDM                | 34 | 8  | 7  | 19 | 39 | 74 | −35 | 31  |
| D       | 18 | Antwerp             | 34 | 6  | 7  | 21 | 38 | 71 | −33 | 25  |

P: wedstrijden gespeeld, W: wedstrijden gewonnen, G: gelijke spelen, V: wedstrijden verloren, +: gescoorde doelpunten, -: doelpunten tegen, DS: doelsaldo, Ptn: totaal punten
K: kampioen, D: degradeert, (beker): bekerwinnaar, (CL): geplaatst voor Champions League, (UEFA): geplaatst voor UEFA-beker

## Topscorers
| Scorer            | Goals | Team            | Land            |
| ----------------- | ----- | --------------- | --------------- |
| Branko Strupar    | 22    | KRC Genk        | Kroatië/ België |
| Tomasz Radzinski  | 19    | Germinal Ekeren | Canada/ Polen   |
| Peter Lässen      | 15    | Eendracht Aalst | Denemarken      |
| Gunther Hofmans   | 15    | Germinal Ekeren | België          |
| Souleymane Oulare | 14    | KRC Genk        | Guinee          |

## Individuele prijzen
- Gouden Schoen:  Pär Zetterberg (RSC Anderlecht)
- Profvoetballer van het Jaar:  Pär Zetterberg (RSC Anderlecht)
- Trainer van het Jaar:  Eric Gerets (Club Brugge)
- Keeper van het Jaar:  Ronny Gaspercic (KRC Harelbeke)
- Scheidsrechter van het Jaar:  Frans Van Den Wijngaert
- Ebbenhouten Schoen:  Eric Addo (Club Brugge)
- Jonge Profvoetballer van het Jaar:  Eric Addo (Club Brugge)

1895/96 · 1896/97 · 1897/98 · 1898/99 · 1899/00 · 1900/01 · 1901/02 · 1902/03 · 1903/04 · 1904/05 · 1905/06 · 1906/07 · 1907/08 · 1908/09 · 1909/10 · 1910/11 · 1911/12 · 1912/13 · 1913/14 · 1914/15 · 1915/16 · 1916/17 · 1917/18 · 1918/19 · 
1919/20 · 1920/21 · 1921/22 · 1922/23 · 1923/24 · 1924/25 · 1925/26 · 1926/27 · 1927/28 · 1928/29 · 1929/30 · 1930/31 · 1931/32 · 1932/33 · 1933/34 · 1934/35 · 1935/36 · 1936/37 · 1937/38 · 1938/39 · 1939/40 · 1940/41 · 1941/42 · 1942/43 · 1943/44 · 1944/45 · 1945/46 · 1946/47 · 1947/48 · 1948/49 · 1949/50 · 1950/51 · 1951/52 · 1952/53 · 1953/54 · 1954/55 · 1955/56 · 1956/57 · 1957/58 · 1958/59 · 1959/60 · 1960/61 · 1961/62 · 1962/63 · 1963/64 · 1964/65 · 1965/66 · 1966/67 · 1967/68 · 1968/69 · 1969/70 · 1970/71 · 1971/72 · 1972/73 · 1973/74 · 1974/75 · 1975/76 · 1976/77 · 1977/78 · 1978/79 · 1979/80 · 1980/81 · 1981/82 · 1982/83 · 1983/84 · 1984/85 · 1985/86 · 1986/87 · 1987/88 · 1988/89 · 1989/90 · 1990/91 · 1991/92 · 1992/93 · 1993/94 · 1994/95 · 1995/96 · 1996/97 · 1997/98 · 1998/99 · 1999/00 · 2000/01 · 2001/02 · 2002/03 · 2003/04 · 2004/05 · 2005/06 · 2006/07 · 2007/08 · 2008/09 · 2009/10 · 2010/11 · 2011/12 · 2012/13 · 2013/14 · 2014/15 · 2015/16 · 2016/17 · 2017/18 · 2018/19 · 2019/20 · 2020/21· 2021/22 · 2022/23 · 2023/24 · 2024/25